# Aspitha aspitha
Espèce
Aspitha aspitha est une espèce de lépidoptères de la famille des Hesperiidae, de la sous-famille des Pyrginae et de la tribu des Pyrrhopygini.

## Dénomination
Aspitha aspitha a été nommé par William Chapman Hewitson en 1866 sous le nom initial de Pyrrhopyga aspitha.

### Nom vernaculaire
Aspitha aspitha se nomme Aspitha Firetip en anglais.

### Sous-espèces
- Aspitha aspitha aspitha; présent au Brésil.
- Aspitha aspitha prima (Plötz, 1886); présent à Trinité-et-Tobago, au Brésil, au Surinam et en Guyane.
- Aspitha aspitha rufescens (Riley, 1919); présent au Brésil[1].

## Description
Aspitha aspitha est un papillon  au corps trapu marron ou noir, à la tête et au thorax marqués de rouge. 
Les ailes sont de couleur marron ou gris vert foncé, avec les ailes antérieures barrées ou d'une bande blanche veinée.
Le revers est semblable.

## Écologie et distribution
Aspitha aspitha est présent au Brésil et au Surinam.

### Protection
Pas de statut de protection particulier.